# نراک
نراک (به فرانسوی: Nérac) یک کمون در فرانسه است که در Canton of Nérac واقع شده‌است.

## خصوصیات
نراک ۶۲٫۶۸ کیلومترمربع مساحت و ۶٬۷۸۷ نفر جمعیت دارد و ۷۱ متر بالاتر از سطح دریا واقع شده‌است.

## خواهرخوانده
شهرهای Mesola و مادریدخس خواهرخوانده‌های نراک هستند.